# Jan Huet
Jan Huet (Wortel, 19 mei 1903 – Antwerpen, 2 april 1976) was een Belgisch glasschilder.

## Levensloop
Huet volgde Grieks-Latijn aan het Klein Seminarie (Hoogstraten) en ging vervolgens naar het Hoger Instituut voor Kunstambachten te Elsene en de Sint-Lucasschool en het Hoger Intituut te Sint-Gillis Brussel. Na zijn opleiding gaat hij naar Denemarken om er enkele monumentale werken te realiseren.  In 1947 werd hij hoogleraar aan de Koninklijke Academie voor Schone Kunsten van Antwerpen.
Zijn neef Raph Huet was eveneens glasschilder.

## Werken[3][4]

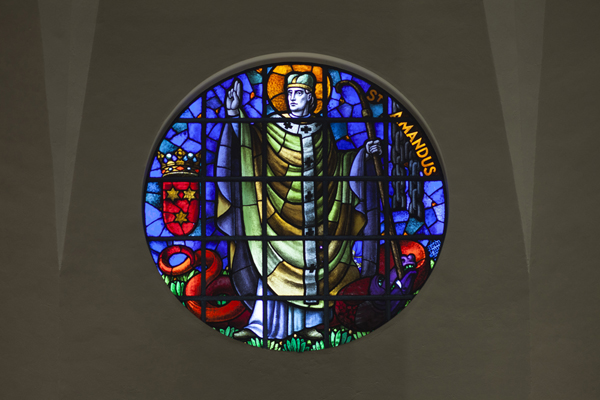
Glasraam in de Sint-Amanduskerk (Zwevegem)

- Basiliek van Koekelberg: zes glasramen
- Sint-Andrieskerk te Antwerpen: de zeven sacramenten (1963-1966)[5]
- Kerk van Eppegem: drie glasramen in het hoogkoor waaronder 'Kristus en Petrus'
- Kerk van de Heilige Rozenkrans te Wilrijk:

1. noordertransept: de vijf blijde mysterieën
2. zuidertransept: de vijf glorierijke mysteriën

- Kerk van Rijkevorsel: kruiswegstaties in de zijbeukramen
- Sint-Pieterkerk en Sint-Pauluskerk te Sint-Pieters-Woluwe
- Sint-Katharinakerk van Hoogstraten: ontwerp noorderzijbeuk hoogkoor, uitvoering Jan Willemen
- Abdij van Orval
- Abdij van Tongerlo
- Kerk van Wortel
- Kerk van Dessel
- Kerk van Tienen
- Kerk van Meerhout
- Kerk van Boom
- Kerk van Zwevegem
- Kerk van Retie
- Kerk van Lier
- Kerk van Zondereigen
- Stadhuis van Hoogstraten
- Stadhuis van Merksplas (postuum)
- Hotel restaurant Den Engel in Baarle-Nassau
- Ziekenhuis Sint-Elisabeth Herentals: ziekenhuisvleugel van 1938 ten zuiden van de parking[6]

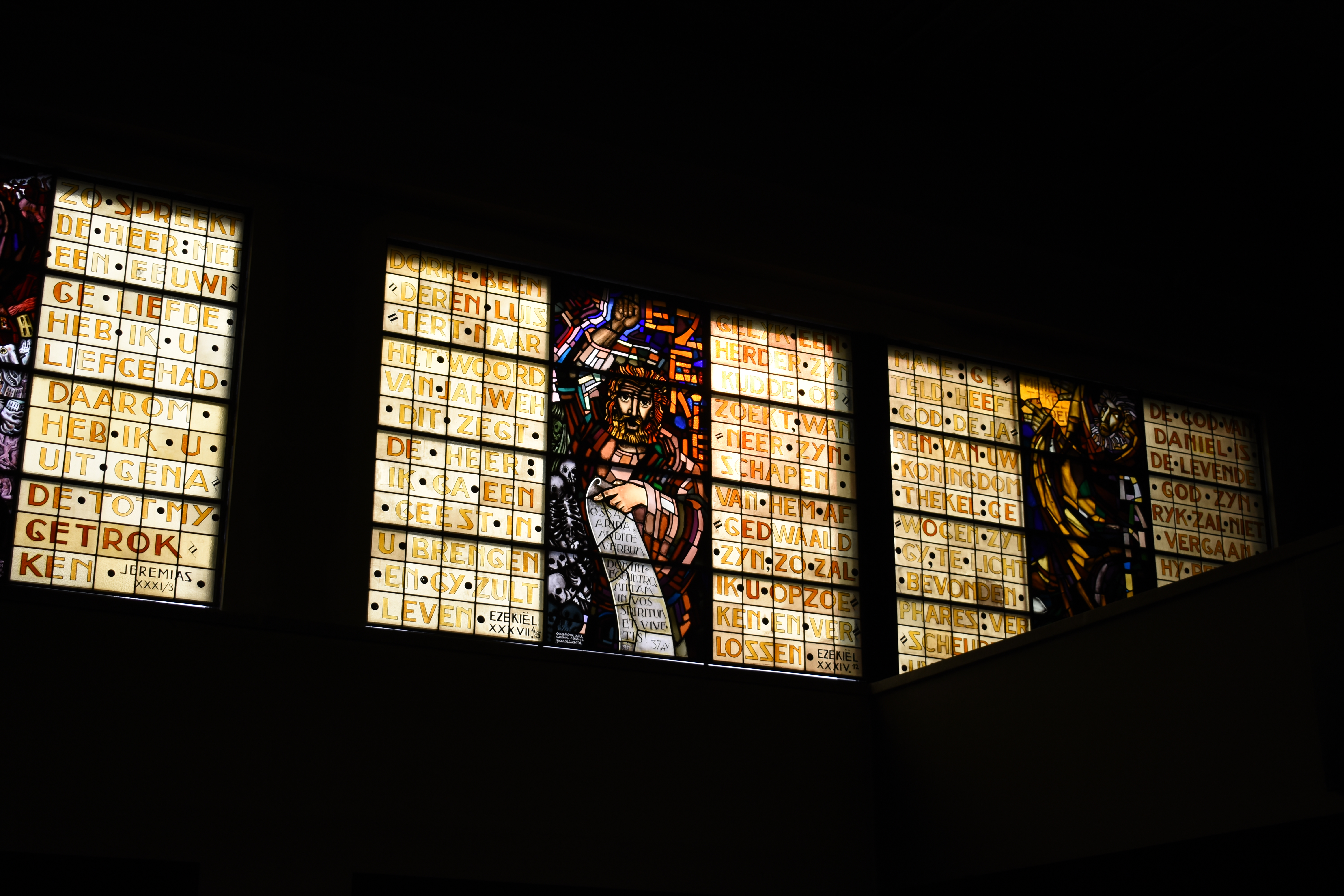
Heilig Hartkerk (Lier)
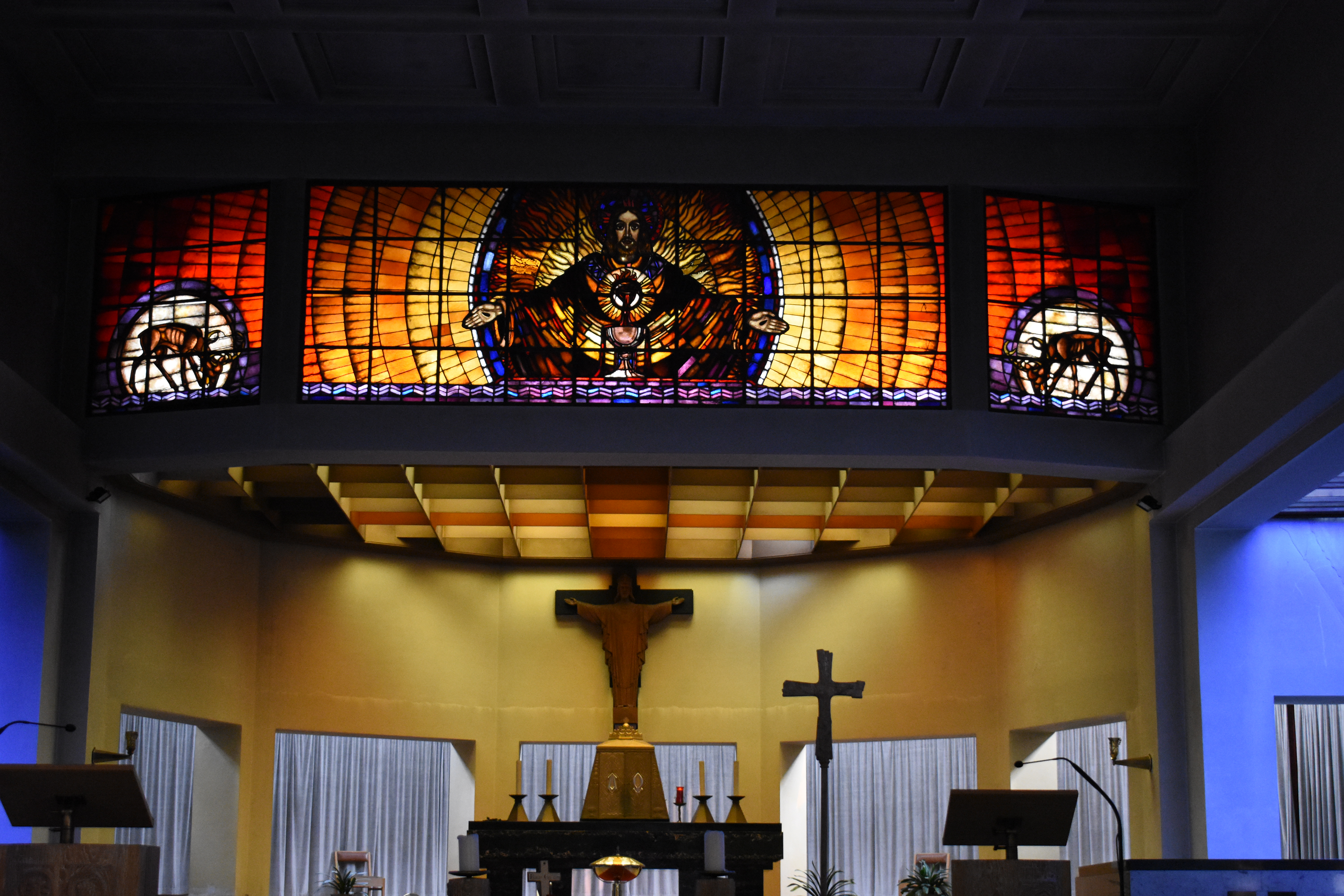
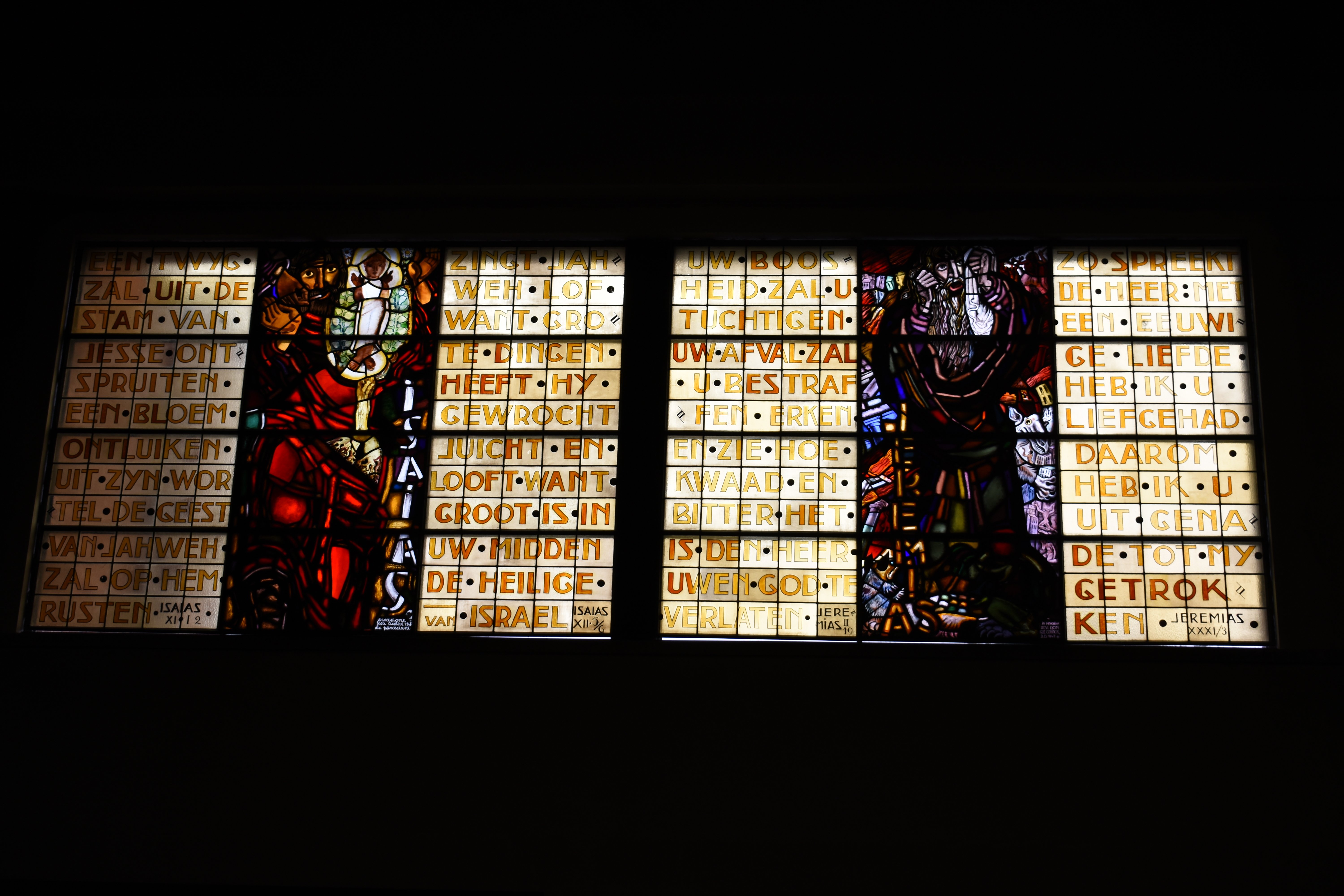

## Wandelpad Jan Huet
Dit wandelpad is een eerbetoon aan Jan Huet. Het pad is 15 km lang en loopt door het hart van 'Het land van Mark en Merkske'. De route loopt langs een kerkhof midden in de bossen waar landlopers begraven liggen. Het kerkhof dateert uit 1870 en behoort tot het domein van Wortel-kolonie.
- Nederlandse Thesaurus van Auteursnamen: 310475317
- RKD-Nederlands Instituut voor Kunstgeschiedenis: 40321
- Virtual International Authority File: 291665314
- WorldCat: E39PBJw4Ck87tKdDR7WrjMm8G3